# Johannesburg Park Station
Johannesburg Park Station ist der Hauptbahnhof von Johannesburg in Südafrika. Der größte Bahnhof Afrikas befindet sich in Johannesburgs Stadtzentrum, westlich von Johannesburg CBD und zwischen Braamfontein sowie Newtown, dabei wird er von den Straßen Rissik Street, Wolmarans Street, Wanderers Street und Noord Street umschlossen. Der Betreiber des Bahnhofs ist die PRASA.

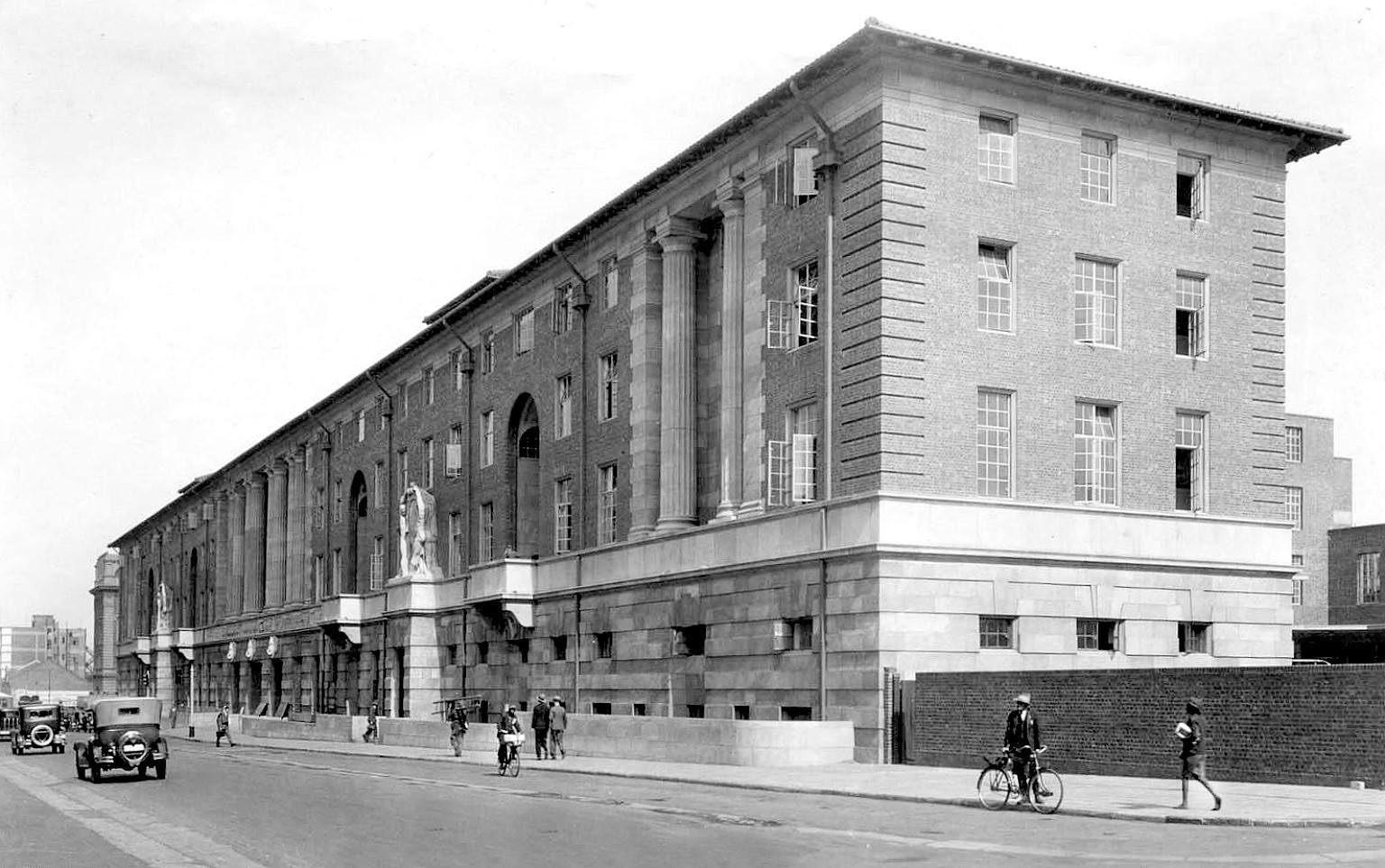
Empfangsgebäude um 1925

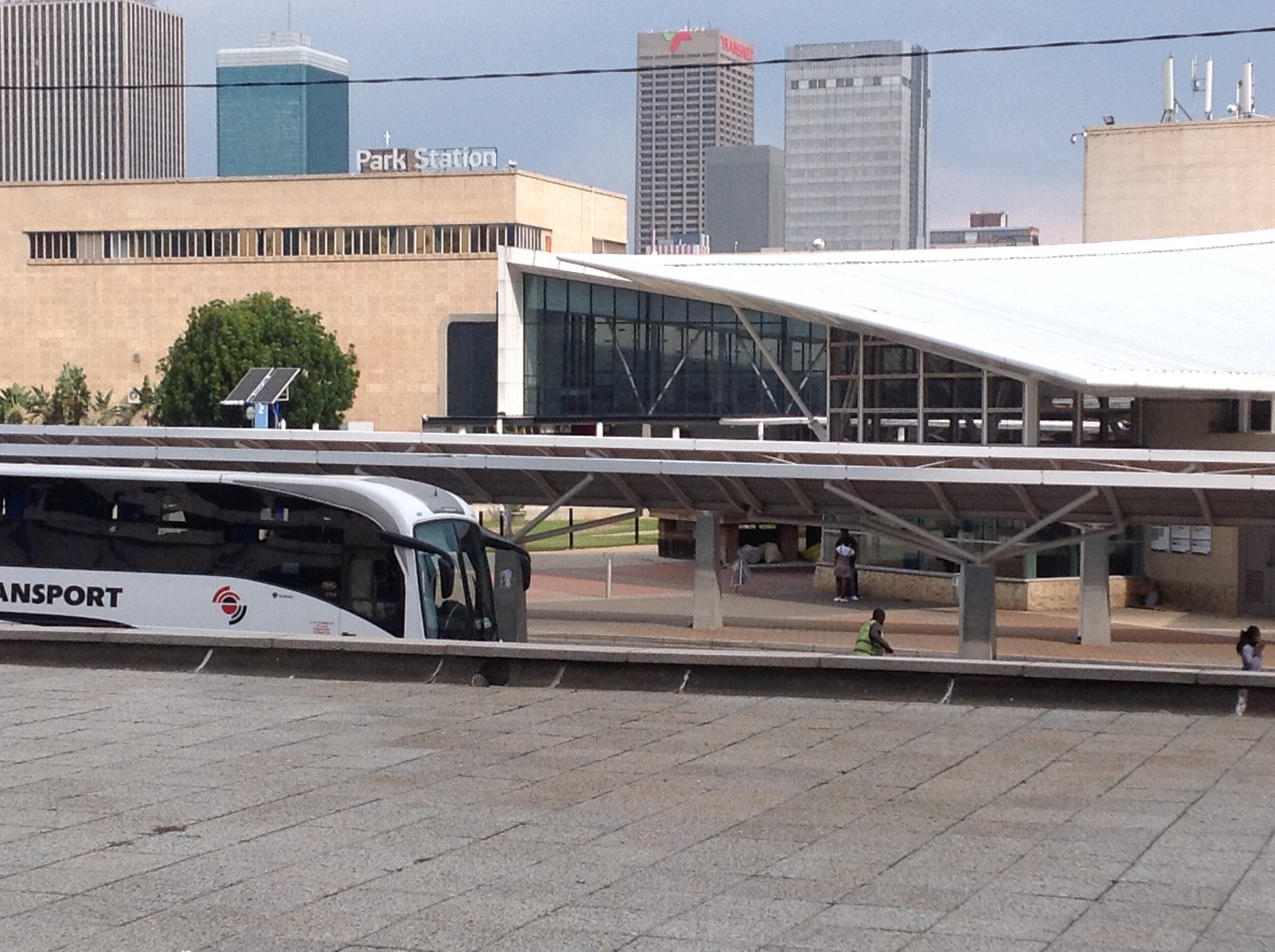
Park Station (2020)

Der ursprüngliche Bahnhof Park Station (damals: Park Halt) wurde 1895 von der südafrikanischen Regierung in Auftrag gegeben und von dem niederländischen Architekten Jacob Klinkhammer entworfen. Die stählerne Bahnsteigüberdachung wurde zwischen 1896 und 1897 in Rotterdam hergestellt. Seit 1995 steht sie an der Nelson Mandela Bridge im Stadtteil Newtown.
Im Jahre 1930 wurde ein neues Bahnhofsgebäude nach dem Entwurf des Architekten Gordon Leith errichtet. Zwischen 1948 und 1965 wurde der komplette Bahnhof umgebaut und erhielt sein heutiges Aussehen. 
Mit den Nahverkehrszügen von Metrorail Gauteng hat man Anschluss nach Carletonville, Randfontein und Soweto im Westen, sowie Springs, Nigel und Daveyton im Osten. Pretoria ist das nördliche Ziel. Südlich hat man Verbindung nach Vereeniging. Des Weiteren befindet sich hier der südliche Endpunkt des Gautrain.
Im Fernverkehr erreicht man Stand 2023 mit dem Shosholoza Meyl Musina und Queenstown.

## Nachweise
1. ↑  City of Johannesburg – Trains. In: joburg.org.za. Archiviert vom Original am 31. Juli 2013; abgerufen am 23. April 2024 (englisch).
2. ↑  Andy Stead: Post-apocalyptic Old Park Station. In: gautengfilm.org.za. Abgerufen am 21. Mai 2013 (englisch).
3. ↑  Usually the train moves but with Park Station it’s been the building that moves. In: http://lizatlancaster.co.za. Abgerufen am 21. Mai 2013 (englisch).
4. ↑  Timetables. In: metrorail.co.za. Archiviert vom Original am 8. September 2019; abgerufen am 21. Mai 2013 (englisch).  Info: Der Archivlink wurde automatisch eingesetzt und noch nicht geprüft. Bitte prüfe Original- und Archivlink gemäß Anleitung und entferne dann diesen Hinweis.
5. ↑  Route Map. In: join.gautrain.co.za. Abgerufen am 21. Mai 2013 (englisch).
6. ↑  Timetables. Archiviert vom Original am 2. November 2019; abgerufen am 9. Mai 2023 (englisch).  Info: Der Archivlink wurde automatisch eingesetzt und noch nicht geprüft. Bitte prüfe Original- und Archivlink gemäß Anleitung und entferne dann diesen Hinweis.